# Мухаммед Саид-паша (премьер-министр)
Мухаммед Саид-паша (араб. محمد سعيد باشا‎; 1863, Александрия — 1928, Египет ) — египетский государственный и политический деятель, дважды занимавший пост премьер-министра Египта (1910–1914 и 1919 годах).

## Биография
Родился в семье турецкого происхождения, получил юридическое образование, с 1882 года начал работать в прокуратуре, в судах, которые рассматривали дела, связанные с иностранцами. В 1889 году был переведён в прокуратуру по общегражданским делам,  стал главой гражданской прокуратуры в Александрии. В 1895 году назначен инспектором судебного надзора. В 1905 году стал советником гражданского апелляционного суда.
В правительстве Бутроса Гали в 1908 году занял кресло министра внутренних дел.
23 февраля 1910 года стал премьер-министром Египетского хедивата, сохранив за собой пост министра внутренних дел. На посту премьер-министра продолжил сотрудничество с британцами. Находился при власти до апреля 1914 года.
В конце Первой Мировой войны в 1918 году, присоединился к антибританской Национальной партии.
Был арестован британцами в марте 1919 года.
С 21 мая по 20 ноября 1919 года вновь занимал пост премьера Султаната Египет.
Изирался членом парламента от округа Гумрук в Александрии. В правительстве Заглула-паши с января по ноябрь 1924 года возглавлял министерство образования.